# Valentijn (Loo-Lee)
Valentijn is een verhaalpersonage in de novelle 'Loo-Lee' uit 1946 van de Nederlandse schrijver Willem Frederik Hermans. Hij is de broer van Herbert en wordt door een oudere jongen verdronken in de rivier Loolee die bij Almelo stroomt. In de interpretatie van het verhaal wordt Valentijn wel gezien als het equivalent van de zuster van de auteur, Cornelia Hermans, die in de oorlog door een oudere neef werd vermoord.

## Biografie
De Amsterdamse jongen Valentijn en zijn broer Herbert logeren twee weken bij hun oom, die advocaat te Almelo is. Op een dag vergezellen de jongens het Duitse dienstmeisje Magda bij het groente kopen. In kindertaal zegt Valentijn dat hij later een hond wil kopen, die hij Sjonnie zou noemen en bevel geven Herbert op te eten. Dat herinnert Magda eraan dat de moeder van de jongens Valentijn het krompraten wil afleren, maar omdat zij geen Nederlands spreekt, kan zij hem dus niet goed berispen. '"Ik lekker krompraten,"' zei Valentijn. '"Magda niks horen, Magda gek."' Terwijl Magda haar inkopen doet, ontmoeten de jongens 'een jongen, groter dan zij' die zich voorstelt als Johnny. '"Ga eens met je staart staan zwaaien,"' zegt Herbert tegen hem. Valentijn noemt hem '"hond Sjonnie"'.
De jongen neemt de broertjes mee naar het jachthuis van het kasteel. Het jachthuis is afgesloten met luiken. Naarmate ze het naderen, gaat Valentijn steeds meer achteraan lopen.
Dan wordt hij wakker en ligt in zijn logeerbed. Het lichtspel van een lantaren op de muur en zijn eigen hartslag doet Valentijn denken aan zijn eigen bed in Amsterdam, vlak bij de Galerij van het Paleis voor Volksvlijt. Op zijn verjaardag had hij eens zo'n angst voor het bonzen van zijn hart dat hij zijn moeder riep. 'Zijn moeder had een zoetruikend zakspiegeltje voor zijn neus gehouden om hem te laten zien dat hij niet bleek zag'.
De oudere jongen heeft het over een café waar de melk geschift was. Valentijn vraagt wat het woord 'geschift' betekent en begint te huilen omdat hij voor dom wordt versleten. 'Het was of hij vier jaar jonger was. Zijn enige uitdrukkingswijze was geluid, aanzwellend en afnemend. En tranen.' Verder lopen ze en het terrein wordt wilder. Herbert ziet een bordje dat hij niet kan lezen omdat hij nog geen hoofdletters kan lezen, maar hij weet van een wandeling met zijn oom dat er Verboden Toegang op staat. Voor hem betekent dit 'angst'. Herbert loopt verder, ook al bedenkt hij dat de jagers op hen zouden kunnen schieten omdat zij daar niet mogen komen. Ineens staan zij voor het vervuilde water van de rivier Loo-Lee. Langs de steile kant 'vloeide traag het donkere water, enigszins dik, als was het zwarte melk; het rook vreemd, misschien naar inkt.' Ze gaan aan de kant zitten, maar Valentijn glijdt naar beneden de rivier in. Johnny zet zijn voet op zijn schouder en duwt hem verder. '"Niet doen, niet doen", huilde Valentijn'. Valentijn verdrinkt en Herbert loopt weg zonder naar Johnny om te zien.

## Autobiografische achtergrond: Valentijn en Hermans' zuster Cornelia
Volgens De Moor heeft Hermans in diverse broer-zusterverhoudingen in zijn werk zijn verhouding tot zijn eigen zuster getekend. Volgens hem is in Valentijn het equivalent geportretteerd van Hermans' zuster Cornelia, die in de oorlog door een oudere neef werd doodgeschoten. Hij wijst erop dat Valentijn meisjesachtig is ('Valentijn had krullen en dus waren zijn haren lang') en dat Herbert, de overgebleven broer, denkt: 'Als ik veel van Valentijn houd, komt hij misschien terug.' De genegenheid van Hermans voor zijn zuster zou bij haar leven belemmerd zijn, omdat zijn ouders haar altijd ten voorbeeld stelden, maar na haar dood valt geen slecht woord meer over haar.
Ook interpretator Jan Fontijn ziet Valentijn als meisjesachtig. Volgens hem zijn de personages ten prooi aan ambivalente gevoelens jegens de vader en ambitie, wat hij omschrijft als een weifeling tussen een keuze voor de zusterwereld, waarin gehoorzaamheid en alledaagsheid de norm is, en het superego, waarmee het najagen van soms aan grootheidswaan grenzende ambities wordt bedoeld. In 'Loo-Lee' is elk van deze werelden van toepassing op een van de broertjes. Herbert is het superego en zoekt het verbodene, het 'meisjesachtige jongetje' Valentijn boezemt het verbodene juist angst in en verlangen naar moeder.
De reactie van Herbert op de moord op Valentijn is van dien aard dat het volgens Ed Popelier duidelijk is dat Johnny een 'heimelijke wens' van Herbert zelf vervult.